# ONE PIECE 倒せ!海賊ギャンザック
『ONE PIECE 倒せ!海賊ギャンザック』（ワンピース たおせ!かいぞくギャンザック）は、「ジャンプ・スーパー・アニメツアー'98」において上映されたアニメ作品。

## 概要
Production I.Gがアニメーション制作を手がけた、漫画『ONE PIECE』初のアニメ作品。オレンジの町編とシロップ村編の間の出来事を描いたサイドストーリー。監督は谷口悟朗、キャラクター設定は原作者の尾田栄一郎。
1999年に放送開始したテレビアニメ版とはルフィ、ゾロ、ナミの声優が異なっている。また、後にテレビアニメ版にて別の役で再出演している者もいる。
一般販売ソフト化はされていないが、週刊少年ジャンプ1999年1号 - 6号にて応募者全員サービスとしてビデオが配布された。また、濱崎達弥によりノベライズ化されている。
2022年7月、ONE PIECEのYouTube公式チャンネルで配信された「ONE PIECE DAY ワンピースのすべてがここにある　DAY2」にて、谷口監督へのインタビューとともに24年ぶりとなるリバイバル上映が行われた。
この作品はセル画で制作されたが、ワンピース作品の中でセル画で製作されたのは、本作とテレビアニメ化以後に作られた劇場版第1作『ONE PIECE』のみである。

## 登場人物
モンキー・D・ルフィ
声 - 高乃麗
ロロノア・ゾロ
声 - 高木渉
ナミ
声 - 豊口めぐみ

### オリジナルキャラクター
ギャンザック
声 - 若本規夫
ギャンザック海賊団船長。カニの鎧を身に纏い、海賊旗もカニのドクロマークだが、カニ呼ばわりされると逆ギレする。島の住民に強制労働をさせていた。首の長い海竜を操る。
メダカ
声 - 田中潤
ルフィが漂着した島に住んでいる少女。全身に甲冑を着込んでいる。父がギャンザックに強制労働をさせられているため、海賊を嫌っている。
ヘリング
声 - 沢木郁也
メダカの父親。ギャンザックに強制労働をさせられている。
スキッド
声 - 石森達幸
メダカの祖父。家でメダカの父親代わりをしている。
海賊
声 - 加納詞桂章、大倉正章、永井誠、新井隆
村人
声 - 千葉進歩

## スタッフ
- 脚色・監督：谷口悟朗
- 脚本：北嶋博明
- 脚本協力：スドウウラオ
- キャラクターデザイン：香川久
- 作画監督：香川久・玉川達文
- デザイン協力：佐藤正浩
- 美術監督：脇威志
- 色彩設計・色指定：柴田亜紀子
- 撮影監督：安津畑隆
- 編集：三木幸子
- 音響監督：田中英行
- 音楽：元道俊哉
- 音響効果：今野康之
- プロデューサー：大徳哲雄・寺川英和
- 制作：Production I.G
- 製作：集英社・週刊少年ジャンプ

## 挿入歌
「偉大なる航路（グランドライン）」
作詞･作曲 - 元道俊哉 / 歌と演奏 - Chie＆まーくん